# 郡山城 (大和國)

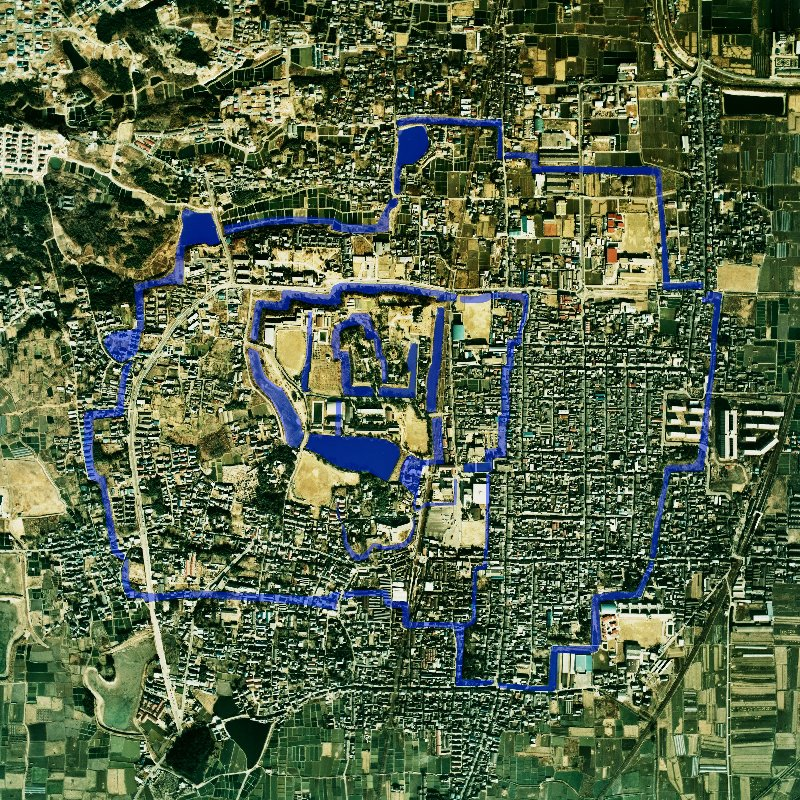
郡山城的城堀

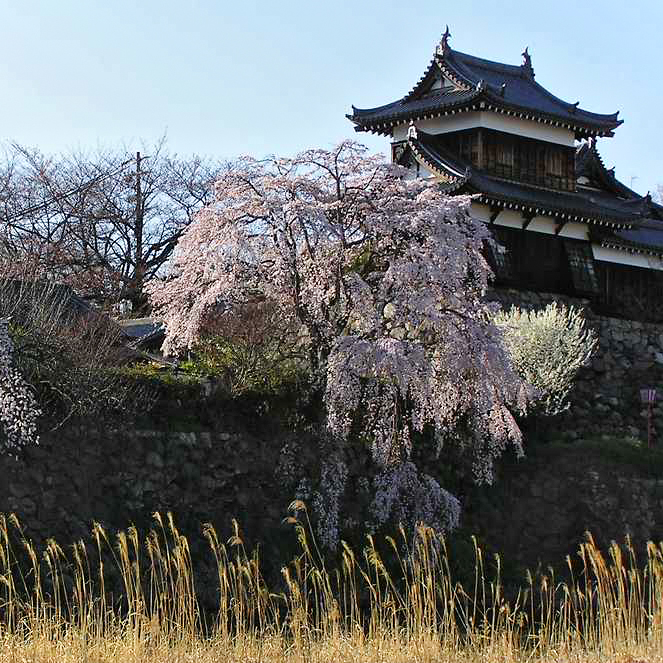
郡山城的櫻花

郡山城（日语：／ Kooriyama Jō）是日本奈良縣大和郡山市所建築的古城。隸屬於平山城。战国大名筒井顺庆开始筑城，丰臣时代成为秀吉的弟弟丰臣秀长的居城，江户时代郡山藩的藩厅置于此城。

## 概要
在战国时期以前城的规模很小。在织田信长灭亡松永久秀后，大和国大名筒井顺庆在天正8年把居城从筒井城移至郡山城，并开始建造新的城墙。天正11年4月，天守阁完成。（《多聞院日記》）
顺庆死后，养子筒井定次转封伊贺上野城。天正13年，丰臣秀吉的弟弟——拥有大和·和泉·纪伊三国100多万石领地的丰臣秀长入住郡山城。秀长为了将城扩大为适合100万石居城的大规模，重新建造七层的天守阁。因为大和国是一个石料缺乏的国家，天守台的石垣的建造使用了墓石和地藏。然后又大大地发展了城下町。町人的土地按行业和出生地划分，并且加到了町名上，这些町名现在也还保留着。
秀长和养子丰臣秀保死后，大和大纳言家绝后。文禄4年五奉行之一，22万3千石领地的领主增田长盛进城。此时开始了波及约48町13间（后扩张为50町）包围城下町的护城河和土垒的建筑工程，完成后使郡山城呈现出被城墙包围城市的雄壮景象。
关原之战后，增田长盛被流放到高野山，德川氏下令郡山城的建筑物移筑至伏见城。在奈良奉行所的管轄下，大久保長安出任大和代官，驻守郡山城。然后在大阪夏之阵中，受封大和郡山城1万石的筒井一族当主筒井定庆率少量部卒参战。在序战中受到丰臣方面大野治房的进攻，因众寡不敌，定庆弃城出逃，城池陷落。
战后在夏之阵中大有战功的水野胜成从三河國刈谷移居郡山城，并进行了城墙的修筑。后胜成转封備後國福山。经过松平家和本多家，在享保9年柳泽吉里从甲府城迁至郡山城，明治时代后柳澤氏便继承了下去。
明治维新后廃城令出台，明治6年郡山城遭到廢城。这时橹、城门、围栏等建筑物虽然全部解体，但是很多石垣和护城河留下了往日的样貌。附近被当作城门的永庆寺院山门被移筑后仍现存着。
现在的城址除了城骸以外，还有供奉柳泽家第一代郡山藩主柳泽吉里的父亲柳泽吉保的柳泽神社（本丸）、保管柳泽家时代史料的柳泽文库（毘沙門曲輪）、市民会馆（常盤曲輪）等。此外还有郡山高中（二之丸屋形跡）、城内高中（麒麟曲輪）此二所学校，不过，平成16年4月城内高中被郡山高中合并。
柳泽神社创立时种植的樱花十分美丽，被选为日本櫻名所100選之一。每年4月1日开始进行，赏花游客众多，非常热闹。

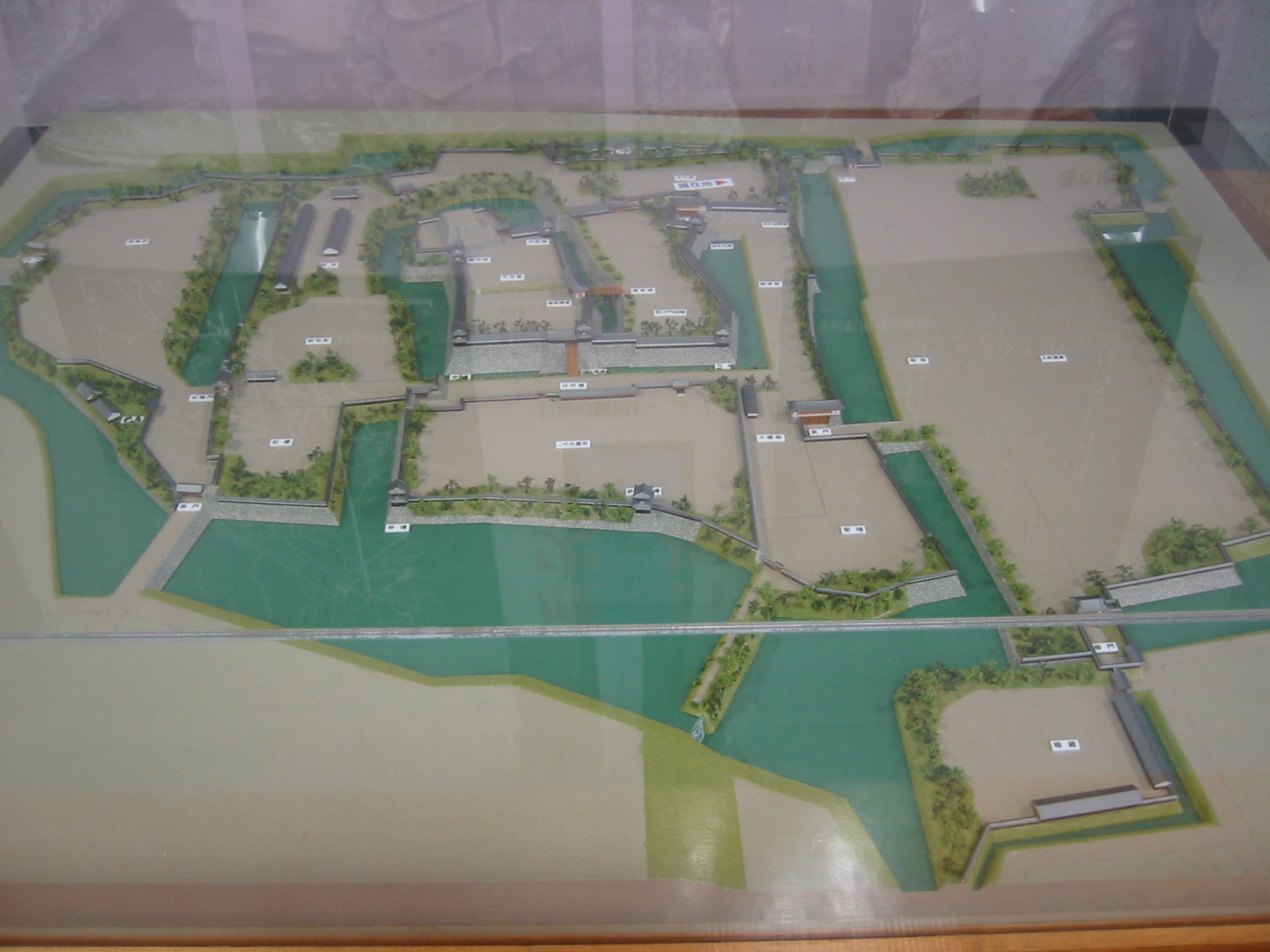
郡山城模型（大和郡山市民会館）
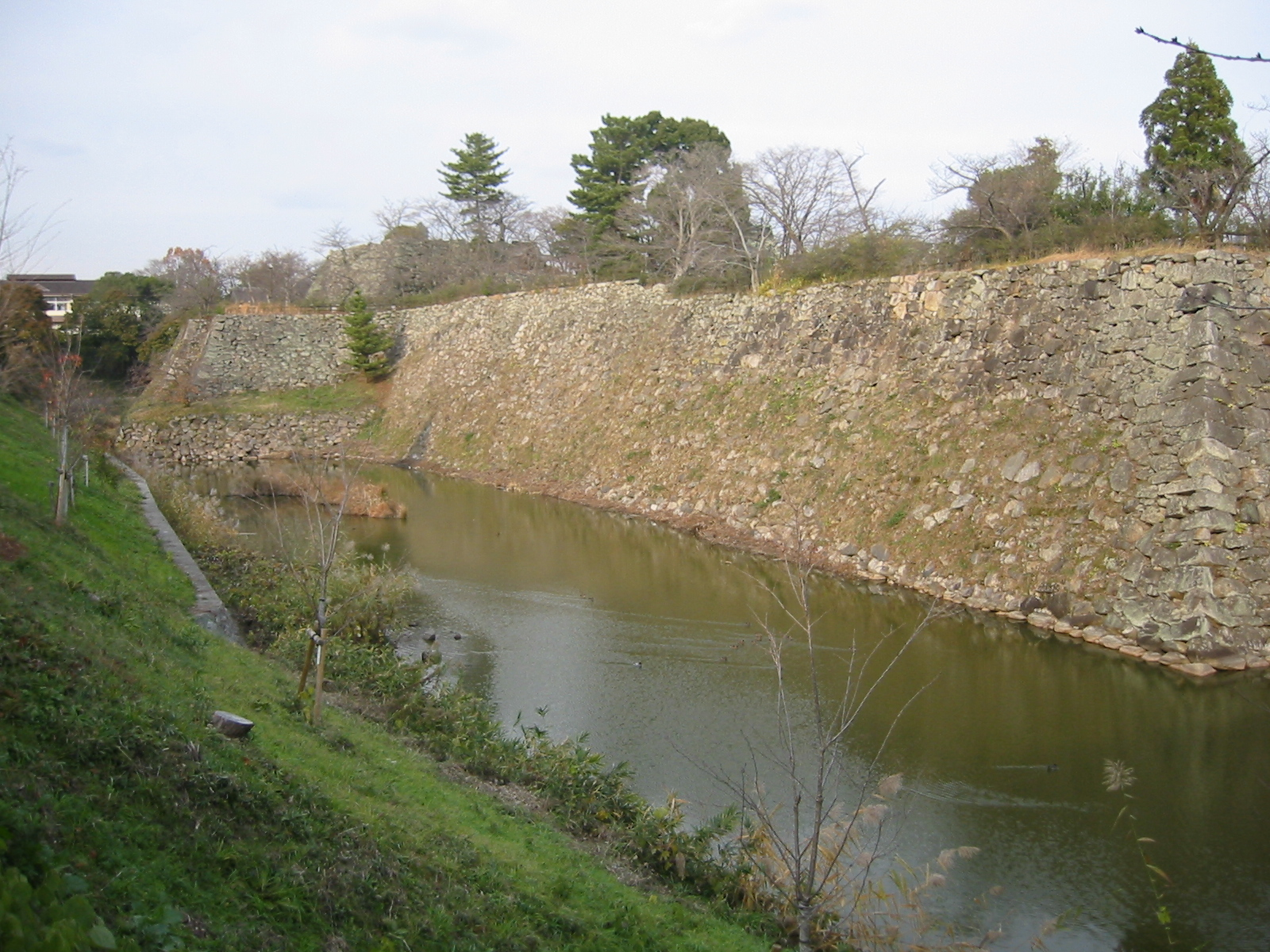
本丸西面石垣
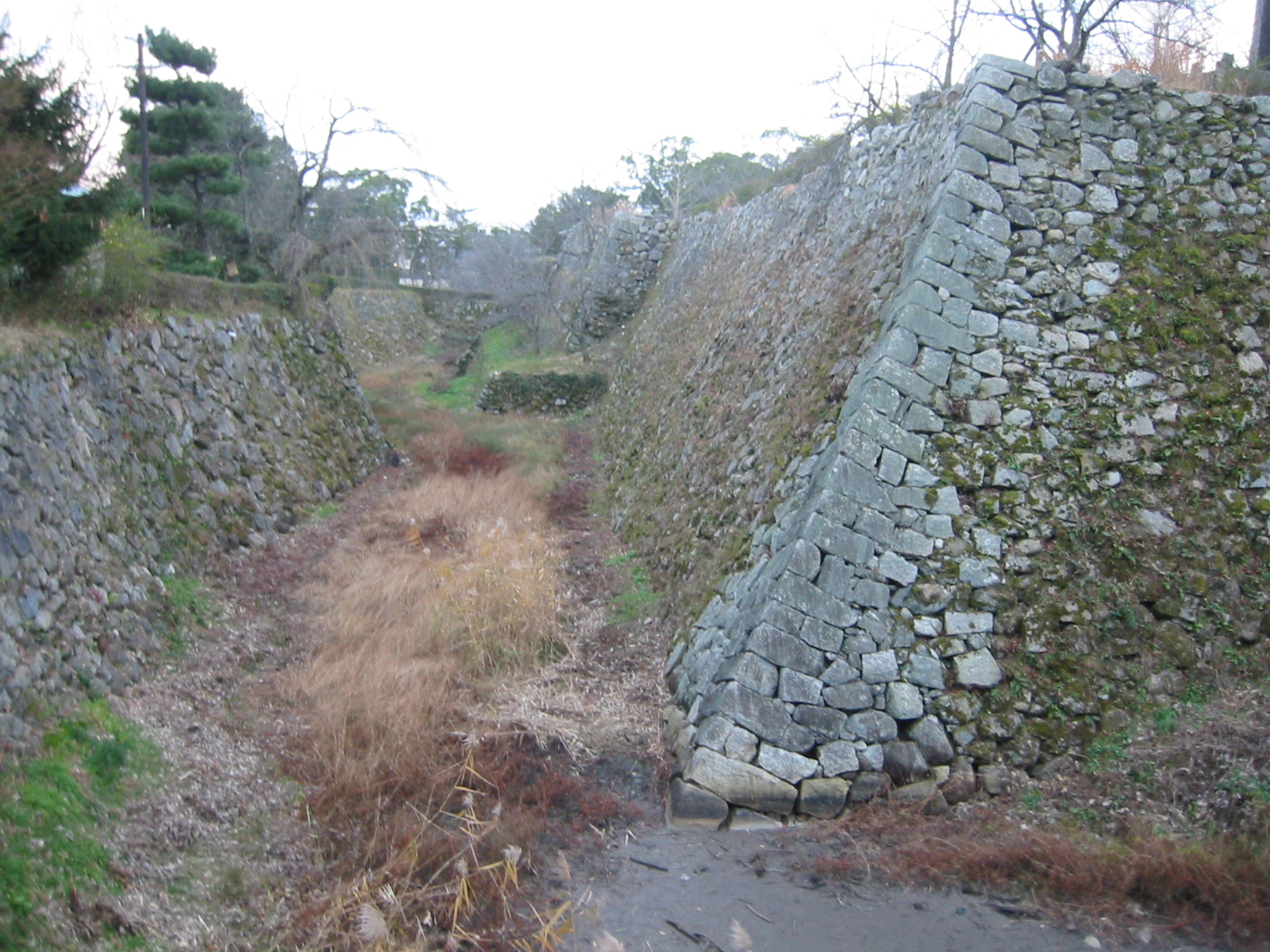
毘沙門曲輪（左）・本丸（右）
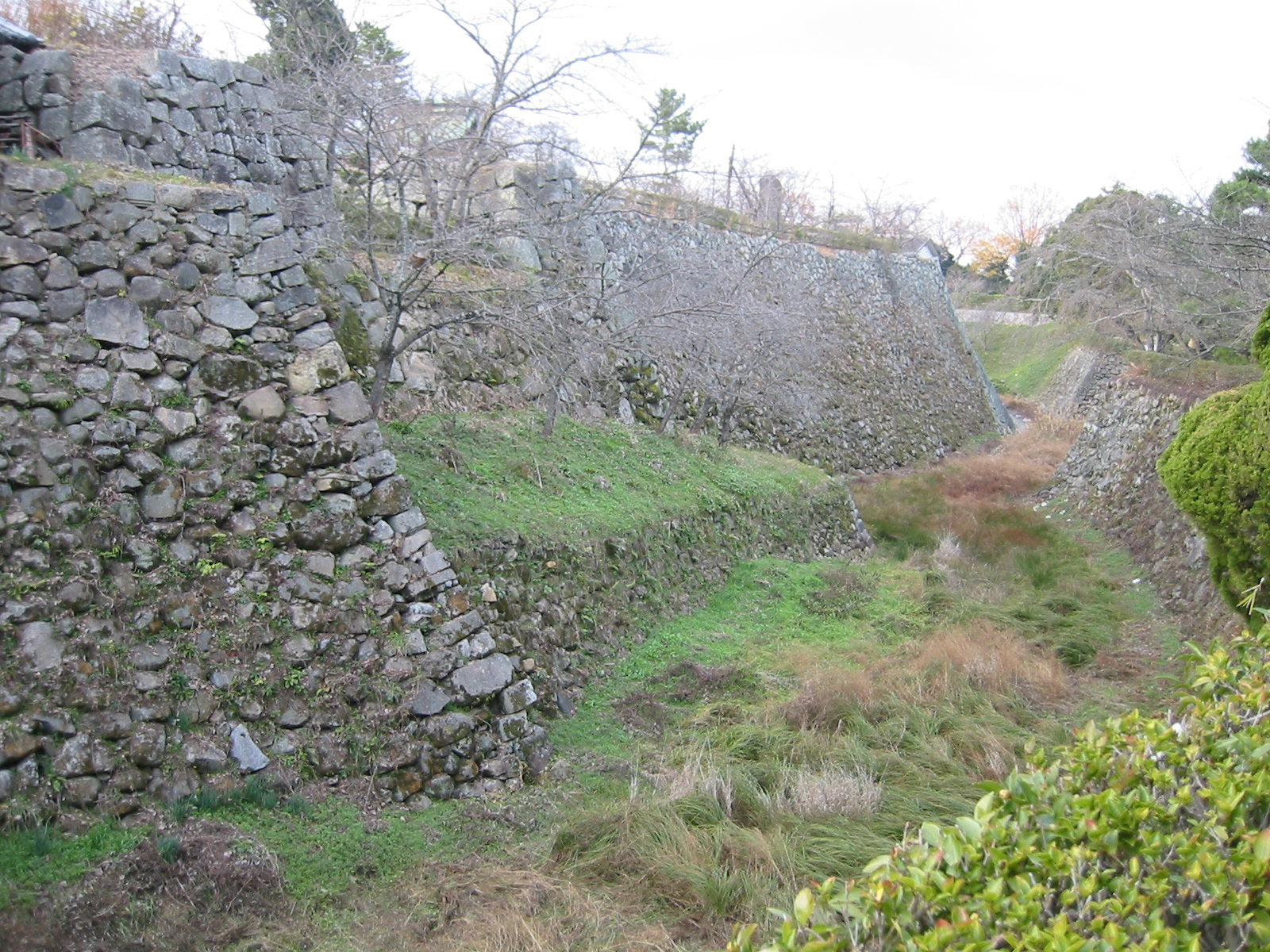
極楽橋遗址附近

昭和55年（1980年），为纪念筑城400年而复原了追手門（梅林門）、追手向櫓、東隅櫓、多聞櫓。

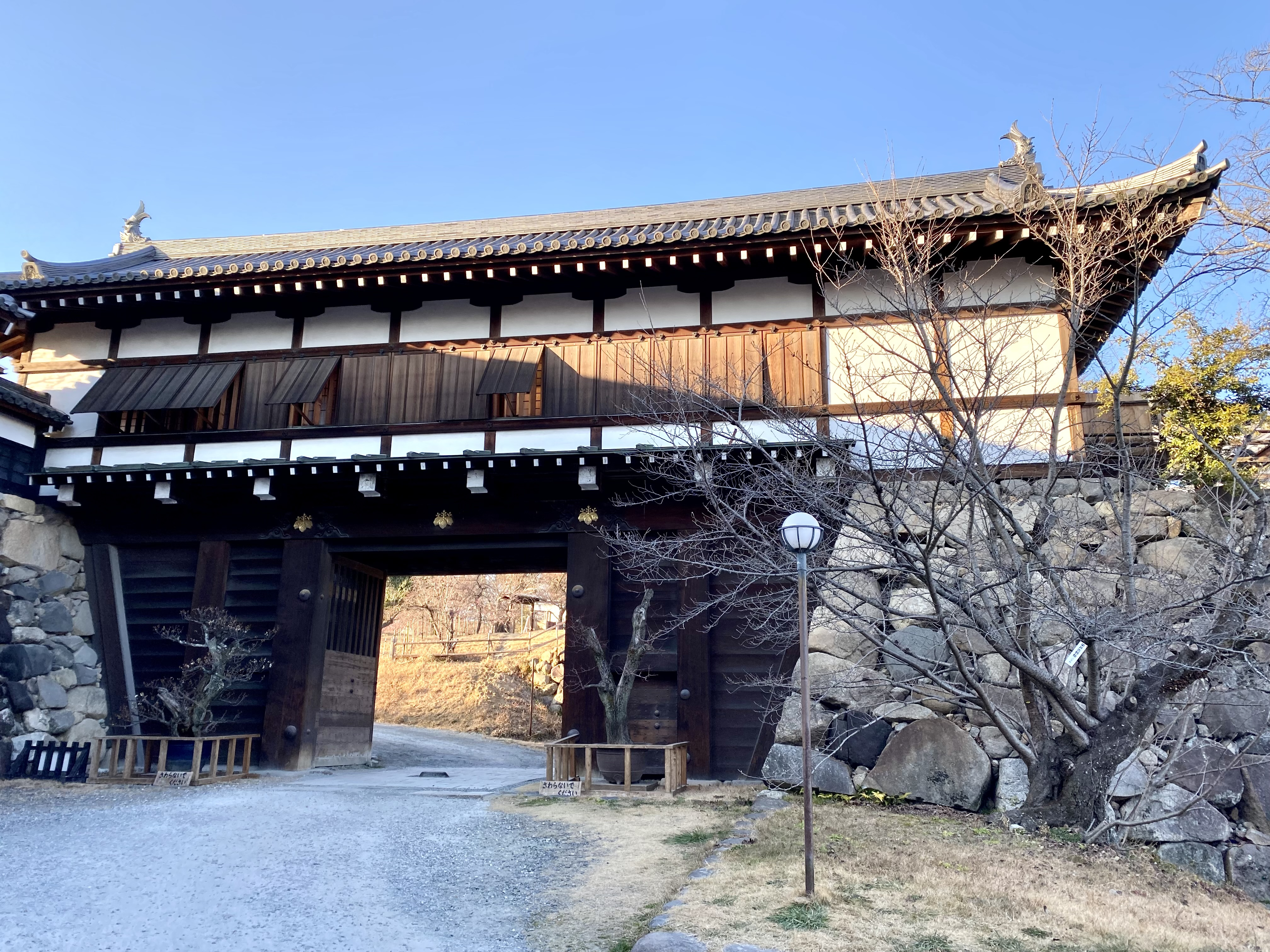
追手門（梅林門）
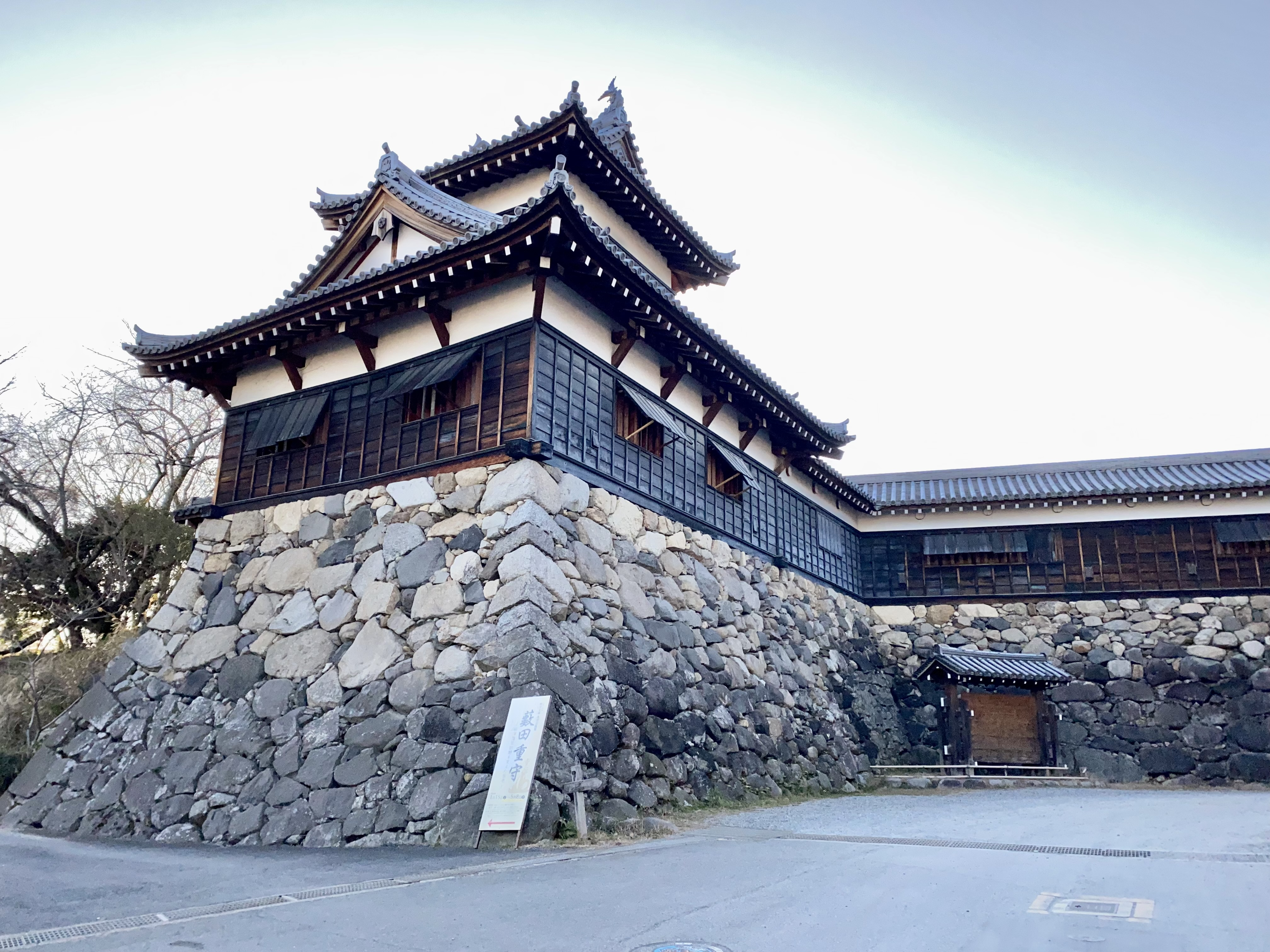
追手向櫓
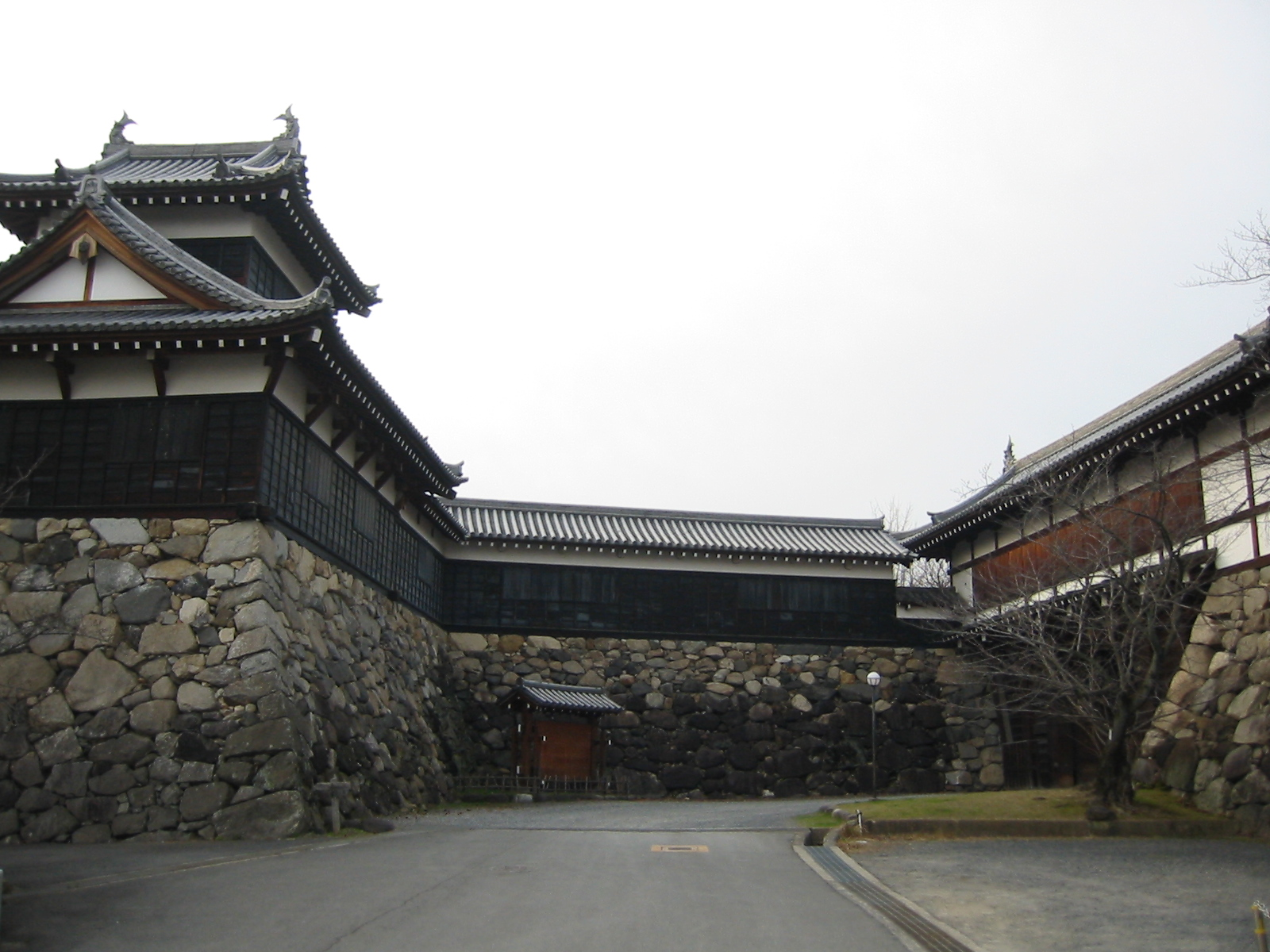
追手門桝形全景
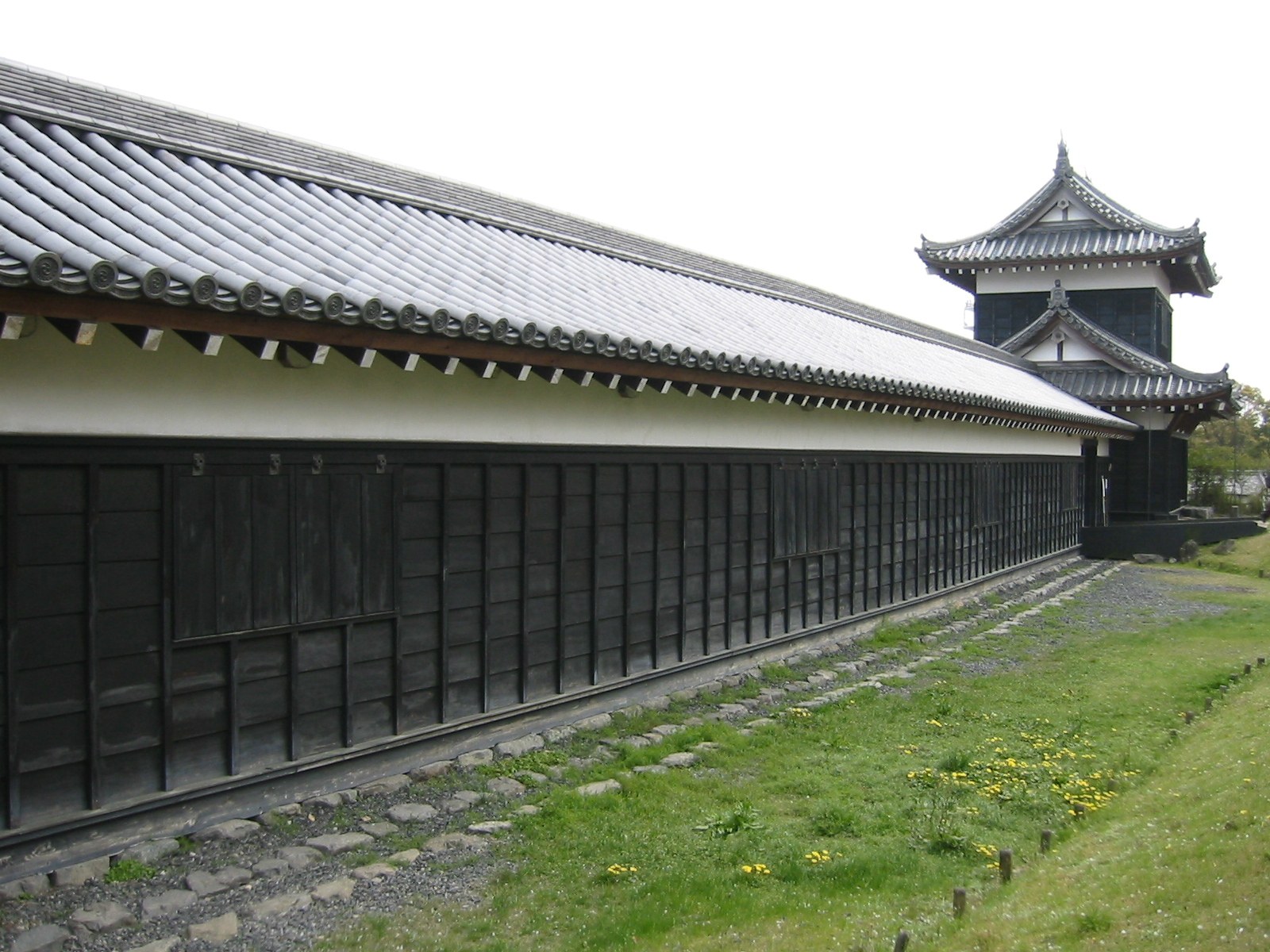
東隅櫓和十九間多聞櫓

## 颠倒地藏

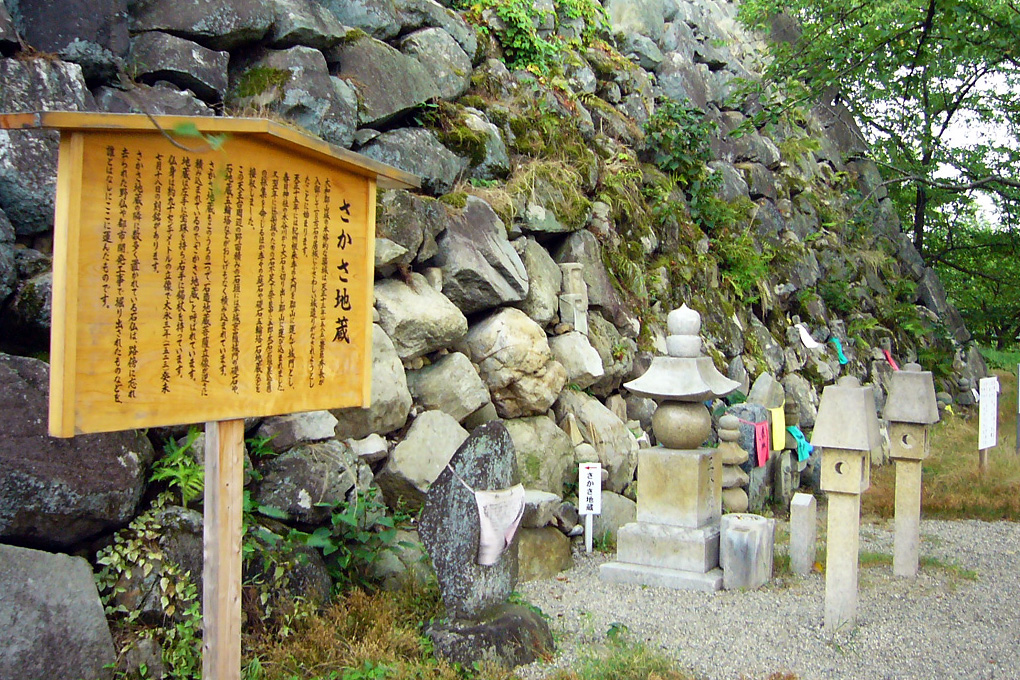
颠倒地藏

在天守台北侧的石垣征用了很多附近的石地蔵，所以这组石垣被城下的人们供奉着。
从石头间隙往里看，能看到以颠倒状态被埋在石头里的地藏，这些地藏被称为颠倒地藏。因为这些地藏的缘故，北侧的石垣边被供奉了更多的石地藏。传说也有很多石头不是地藏，是从市内的平城京羅城門遗迹搬运过来的基石。